# Xã Olney, Quận Nobles, Minnesota
Xã Olney (tiếng Anh: Olney Township) là một xã thuộc quận Nobles, tiểu bang Minnesota, Hoa Kỳ. Năm 2010, dân số của xã này là 205 người.